# Rollergirl
Rollergirl (19 november 1975), pseudoniem van Nicole Safft is een Duitse zangeres bekend van de nummers als Dear Jessie (een cover van een Madonna-nummer) en Luv U More (een cover van Sunscreem).

## Levensloop
Haar voorliefde voor rolschaatsen ontstond toen ze op een rolschaatsbaan werkte. Nicole werd ontdekt door de Duitse producer Ales Christensen op het Spaanse eiland Mallorca en deed mee met verschillende audities. In 1999 produceerde ze samen met Christensen het nummer Dear Jessie dat later werd gebruikt op een techno-parade in het Verenigd Koninkrijk. Safft bleef in Groot-Brittannië werken onder de artiestennaam Nicci Juice (Safft is het Duitse woord voor sap, juice is daar de Engelse vertaling van). Het pseudoniem Rollergirl is ontleend aan Heather Grahams rol als beginnende pornoactrice in de film Boogie Nights.
Saffts laatste album was Geisha Dreams uit 2002. Daarna trok Nicole zich terug om zich bezig te houden met haar partner Alex Christensen en hun kind.
Nicole Safft trad samen met Daniel Hartwig ook op als de presentatrice van de Duitse RTL 2 programma's The Dome en Megaman 2002.

## Discografie

### Hitlijsten
| Single met eventuele hitnotering(en) in de Nederlandse Top 40 | Datum van verschijnen | Datum van binnenkomst | Hoogste positie | Aantal weken | Opmerkingen                                 |
| ------------------------------------------------------------- | --------------------- | --------------------- | --------------- | ------------ | ------------------------------------------- |
| Dear Jessie                                                   | 1999                  | 18-12-1999            | 11              | 12           | cover van Madonna / Dancesmash op Radio 538 |
| Luv U More                                                    | 1999                  | 25-03-2000            | 21              | 6            | cover van Sunscreem                         |

### Singles
- 1999 - Dear Jessie (cover van Madonna)
- 1999 - Luv U More (cover van Sunscreem)
- 2000 - Eternal Flame (cover van The Bangles)
- 2000 - Superstar
- 2000 - You Make Me Feel Like Dancing (enkel in Denemarken uitgebracht.)
- 2001 - Close to You
- 2002 - Geisha Dreams

### Albums
- 2000 - Now I'm Singin'... And the Party Keeps on Rollin (Album)
- 2001 - Now I'm Singin'... And the Party Keeps on Rollin (Album, herziene versie)